# 5889 Mickiewicz
5889 Mickiewicz è un asteroide della fascia principale del diametro medio di circa 22,55 km. Scoperto nel 1979, presenta un'orbita caratterizzata da un semiasse maggiore pari a 3,0431315 UA e da un'eccentricità di 0,1605633, inclinata di 19,18383° rispetto all'eclittica.